# 赫布里底海

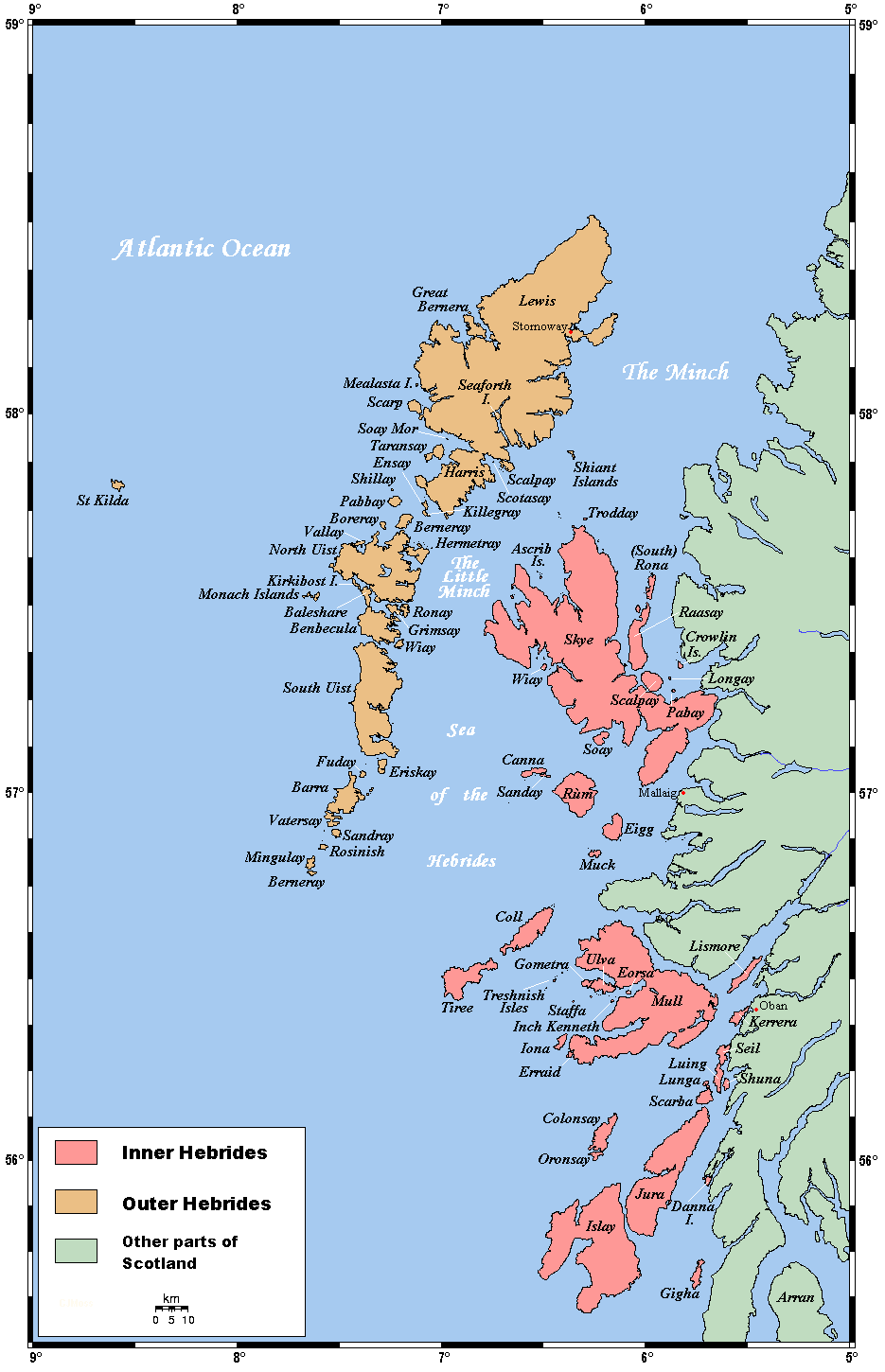

赫布里底海是大西洋的陸緣海，位於蘇格蘭西面，西面是赫布里底群島，南接愛爾蘭海的北海海峽，面積約47,000平方公里，平均水深64米，最大水深137米。
57°N 7°W / 57°N 7°W